# مقاطعة فلويد (آيوا)
مقاطعة فلويد (بالإنجليزية: Floyd County)‏ هي إحدى مقاطعات ولاية آيوا في الولايات المتحدة الأمريكية.